# Filiação ilegítima
A filiação ilegítima é um conceito - hoje largamente obsoleto na maioria dos sistemas legais - que classifica a prole de um indivíduo nascido fora dos laços do casamento. 
Historicamente, a filiação ilegítima subdividia-se em várias vertentes, definidas essencialmente pelo tipo de relacionamento entre os pais, bem como situação matrimonial ou religiosa dos mesmos. Assim, incluía a filiação natural e a bastardia, esta incluindo por sua vez a filiação adulterina, a filiação incestuosa e a filiação sacrílega.
Em Portugal, o conceito de filiação ilegítima foi removido do código civil em 1977.
No Brasil, o termo foi posto deliberadamente em desuso na formulação do código civil em vigor desde 11 de janeiro de 2003, pois é considerado discriminatório. Além disso, a legislação não prevê diferença nos direitos de filhos concebidos dentro ou fora do casamento.

## História

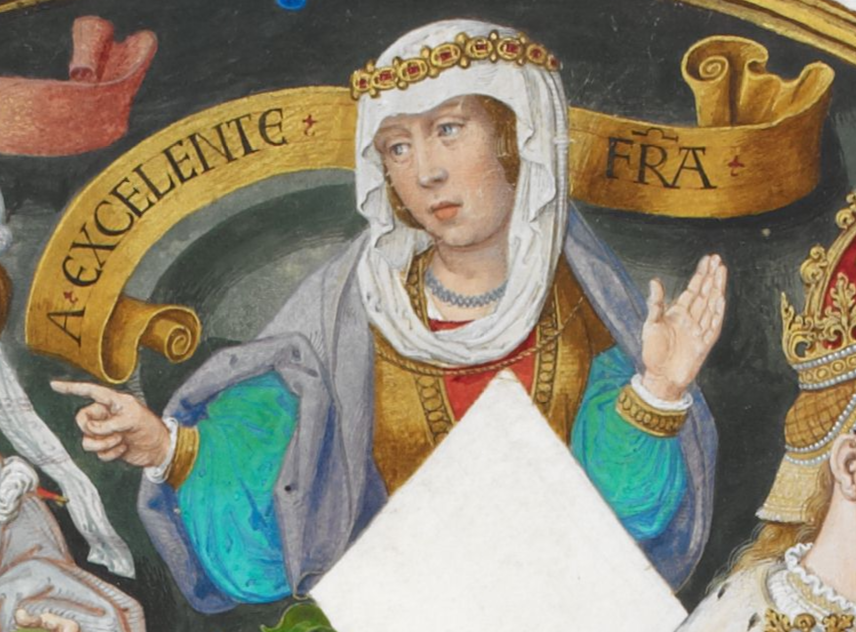
D. Joana de Trastâmara, chamada pejorativamente de Joana, a Beltraneja, foi rainha consorte de Portugal e rainha soberana de Castela.

Historicamente a filiação consistia em:
- Filhos legítimos, os nascidos de justas núpcias;
- Filhos legitimados, ou seja filhos naturais legitimados por:
  - Posterior casamento dos pais;
  - Graça régia (a pedido do pai);
  - Graça pontifícia (a pedido do pai);
- Filhos ilegítimos:
  - Filhos naturais, os nascidos de pessoas solteiras ou viúvas (legitimáveis);
  - Filhos bastardos (insusceptíveis de legitimação), os nascidos de uma pessoa casada e de outra solteira:
  - Filhos de coito danado (insusceptíveis de legitimação):
    - Filhos adulterinos, os nascidos de adultério (ambos os pais casados, mas não um com o outro);
    - Filhos incestuosos, os nascidos de pessoas cujo parentesco é impeditivo do matrimónio;
    - Filhos sacrílegos, os nascidos de sacerdotes ou religiosos com voto de castidade;
- Filhos adoptivos.

Os direitos e o estatuto legal dos filhos foi variado consoante as diversas culturas, nas diferentes épocas. Regra geral os filhos legítimos tinham pleno direito à herança dos pais; a estes eram quase equiparados os filhos legitimados.
Já no caso dos filhos ilegítimos o estatuto era variável. Os filhos naturais podiam ou não tomar parte na herança dos pais, consoante o direito sucessório aplicável, mas caso fossem aceites sê-lo-iam em condições piores face aos filhos legítimos (regra geral tinham direito a metade da parte da herança que cabia a um filho legítimo). Em Portugal os filhos naturais das pessoas comuns eram obrigatoriamente instituídos como herdeiros (recebendo metade da parte de um filho legítimo), enquanto os nobres tinham o privilégio de decidir se instituiam ou não como herdeiros os seus filhos naturais.
Os filhos bastardos não tinham qualquer direito a parte da herança dos pais. Contudo, frequentemente, recebiam doações ou honras dos pais ou irmãos legítimos, ou os testamentos dos pais podiam determinar uma herança ou legado específico.
Daí que as acusações de bastardia serviam para retirar rivais do caminho das sucessões ou heranças dos pais. Entre outros casos, Isabel I de Castela usou esta arma para afastar Joana de Trastâmara do trono castelhano e Filipe I de Portugal argumentou a ilegitimidade de D. António, Prior do Crato.

### Em Portugal

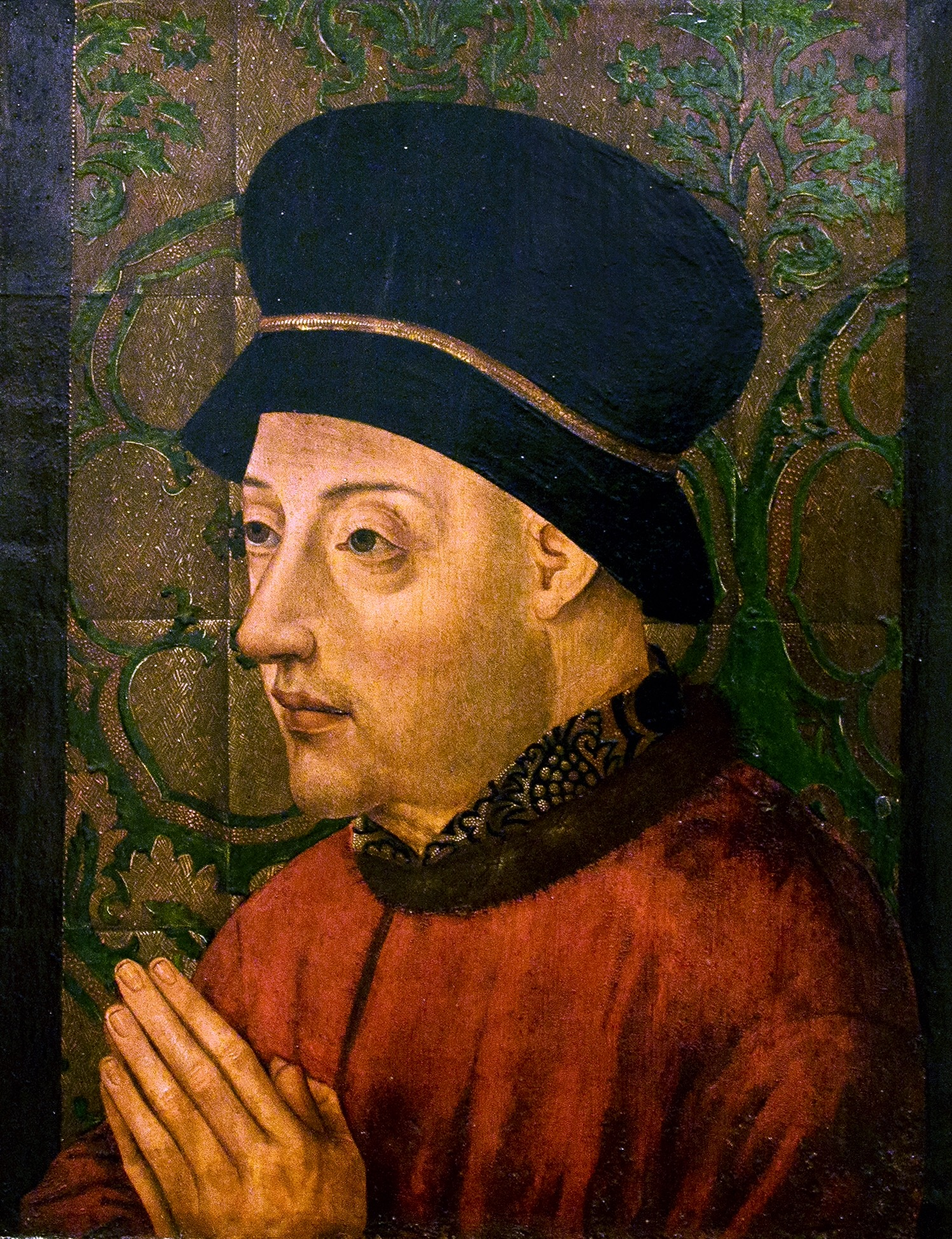
D. João, o Mestre de Avis, foi um filho natural que chegou a rei de Portugal.

Os filhos ilegítimos reconhecidos da maioria dos reis portugueses recebiam alguma forma de doações, honras ou cargos — títulos nobiliárquicos e terras, ingresso em ordens de cavalaria, elevação ao bispado quando ao serviço eclesiástico, elevados cargos militares, etc. O futuro das filhas ilegítimas era muitas vezes assegurado com um casamento com um nobre menor ou com a entrada num convento.
D. Teresa de Leão era filha ilegítima do rei Afonso VI de Leão e Castela com Ximena Moniz, uma nobre castelhana. Por meio de um intrincado jogo político do soberano castelhano-leonês, recebeu como dote de casamento o Condado Portucalense.
O rei D. Afonso Henriques concedeu a D. Fernando Afonso, um dos seus filhos naturais, o cargo de alferes-mor do reino. D. Pedro Afonso, outro filho ilegítimo deste rei, seria mais tarde o 11º Mestre da Ordem de São João de Rodes.
Mas um dos filhos ilegítimos mais notável da realeza portuguesa terá sido D. João, Mestre de Avis e depois rei de Portugal. Apesar do obstáculo legal da ilegitimidade, sendo filho de D. Pedro I com Teresa Lourenço, conseguiu o trono graças a manobras militares, legais e de um contexto de apoio do povo e de alguma nobreza, tendo sido eleito Rei nas Cortes de Coimbra de 1385.
A Casa de Bragança foi fundada aquando da outorga do título de Duque de Bragança a D. Afonso I de Bragança, um filho natural do rei D. João I de Portugal. A Casa de Lafões, por seu lado, foi fundada pela criação do título de Duque de Lafões em favor de D. Pedro de Bragança, filho varão primogénito do Infante D. Miguel de Bragança, filho natural do rei D. Pedro II de Portugal a quem, por ter sido legitimado por Carta Régia de D. João V, foram concedidos o título de Infante e o tratamento de Alteza.
O rei D. Miguel I, ainda solteiro e em pleno período do seu reinado, teve duas filhas naturais que foram publicamente reconhecidas pelo monarca: D. Maria da Assunção de Bragança e D. Maria de Jesus de Bragança.
Os filhos bastardos dos Reis, tal como os demais bastardos, não eram susceptíveis de qualquer legitimação. Os filhos naturais dos monarcas, ainda que legitimados, não tinham quaisquer direitos sucessórios sobre a Coroa, pois segundo as leis fundamentais do Reino e depois também segundo as Constituições monárquicas somente a descendência legítima dos Reis de Portugal integrava a ordem de sucessão da Coroa. A única excepção em que um filho natural foi Rei de Portugal deu-se em 1385, quando o trono foi declarado vago pelas Cortes, tendo revertido a estas a competência para eleger um novo monarca. D. João I, filho natural de D. Pedro I, subiu ao trono não porque herdou a Coroa mas por ter sido eleito Rei pelas Cortes.
No reinado de D. Carlos I de Portugal nasceu aquela que alegadamente foi a última "bastarda real": D. Maria Pia de Saxe-Coburgo Gotha e Bragança. Esta alegada filha bastarda do monarca foi bastante contestada logo após a implantação da República Portuguesa; todavia, a mesma foi recebida na corte do rei Afonso XIII de Espanha que a protegeu nos seus primeiros anos de vida e que, baseado numa alegada carta régia de reconhecimento paterno, insistiu para que ela defendesse sempre os seus direitos de sucessão ao trono de Portugal.

### Livros
- Gomes da Silveira, Nair (1983). Nova condição jurídica do filho ilegítimo. São Paulo: S.N.
- Haddad, Gérard (1992). O filho ilegítimo. Rio de Janeiro: Imago
- Hartley, Shirley Foster (1975). Illegitimacy. Estados Unidos: University of California Press
- Teichman, Jenny (1982). Illegitimacy. Estados Unidos: Cornell University Press
- Zavala, José María (2011). Bastardos Y Borbones – Los hijos desconocidos de la Dinastía. Espanha: Penguin Random House Grupo Editorial España
- Lencastre, Isabel (2012). Bastardos Reais – Os filhos ilegítimos dos Reis de Portugal. Lisboa: Oficina do Livro
- Almeida, Joana Pinheiro de; Pereira, Ana Cristina (2018). Traições, Poder e Bastardos Reais. Queluz de Baixo: Manuscrito Editora